# FK Islatsch Minsk Rajon
Der FK Islatsch Minsk Rajon (auch bekannt als FK Isloch Minsk bzw. schlicht FK Isloch) ist ein Fußballverein aus Minsk, der Hauptstadt von Belarus.

## Geschichte
Der Verein wurde 2007 gegründet. Zwischen 2013 und 2015 spielte die Mannschaft in der zweitklassigen Perschaja Liha. Seit 2016 ist sie in der erstklassigen Wyschejschaja Liha vertreten.
2023 belegte Islatsch in der Liga den vierten Platz, da man gegen den punktgleichen Fünftplatzierten BATE Baryssau die direkten Duelle im Gesamtergebnis gewonnen hatte. Der Verein wird damit in der 1. Qualifikationsrunde zur UEFA Conference League 2024/25 gegen die SP La Fiorita sein internationales Debüt geben. Islatsch konnte darüber hinaus das Finale im belarussischen Pokal 2023/24 erreichen, verlor dieses jedoch mit 0:2 gegen den FK Njoman Hrodna.

## Europapokalbilanz
| Saison  | Wettbewerb             | Runde                  | Gegner        | Gesamt          | Hin     | Rück          |
| ------- | ---------------------- | ---------------------- | ------------- | --------------- | ------- | ------------- |
| 2024/25 | UEFA Conference League | 1. Qualifikationsrunde | SP La Fiorita | 1:1 (2:4 i. E.) | 1:0 (A) | 0:1 n. V. (H) |

Gesamtbilanz: 2 Spiele, 1 Sieg, 1 Niederlage, 1:1 Tore (Tordifferenz ±0)